# Ibad
Ne doit pas être confondu avec Ibadisme.
Les Ibadis, ʿIbād ou ʿEbād (en arabe : عِباد) sont un groupe arabe chrétien au sein de la ville d'al-Ḥīra (Ḥirtā, actuel Irak) à la fin de l'Antiquité et au début du Moyen Âge, lorsque la ville fait partie de l'Empire Sassanide et plus tard du califat arabe. D'origines tribales diverses, lesʿIbād ne sont unis que par leur adhésion au christianisme et, après le VIe siècle, à l'Église d'Orient.

## Nom et affiliation tribale
Le terme arabe ʿibād signifie "serviteurs" ou "dévots". C'est probablement une contraction de l'expression ʿibād al-Rabb ("serviteurs du Seigneur"),ʿibād al-Masīḥ ("serviteurs du Christ") ou ʿibād Allāḥ ("serviteurs de Dieu"). Il semble avoir été l'auto-désignation des chrétiens d'al-Ḥīra. Bien que dans la littérature islamique ultérieure, le terme se réfère généralement exclusivement aux chrétiens d'al-Ḥīra, il peut parfois avoir été utilisé comme synonyme des chrétiens en général, comme dans l'expression al-ʿIbādiyyūn min Tamīm ("les chrétiens de Tamīm") trouvée dans le Kitāb al-Aghānī d'Abu al-Faraj, ou pour les chrétiens de l'Église d'Orient, comme quand Ibn ʿAsākir (d. 1175) distingue les anciennes églises « jacobites » et les « églises du ʿIbād » à Damas.
Les Ibadis ont des origines tribales diverses du nord de l'Arabie (Tamīm, Rabīʿa et Muḍar) et du sud (Azd, Iyād et Lakhmides). Il y a des Ibadis qui peuvent retracer leur généalogie jusqu'aux Banū ʿAlqama, Banū Ayyūb, Banū Buqayla (Azd), Banū Kaʿb, Banū ʿUqayl et même les Banū Marīna, la même branche que la famille royale Lakhmide. Il y a d'éminents chrétiens du Ṭayy à al-Ḥīra, mais il n'est pas clair s'ils sont considérés comme faisant partie de l'Ibad. ʿĀqūlāyē, le nom syriaque des Ibadis, est dérivé de la tribu importante des Banū ʿUqayl. Lorsque le christianisme commence à se répandre d'al-Ḥīra en Babylonie, une des premières colonies chrétiennes est nommée Aqula d'après la tribu. Parce que les Ibadis sont une unité formée de plusieurs tribus, dit al-Jawharī, ils reçoivent leur propre nisba, un nom de famille indiquant généralement l'affiliation tribale : al-ʿIbādī.
En général, le terme Ibad semble n'avoir fait référence qu'à la population chrétienne sédentaire établie d'origine tribale mixte à al-Ḥīra. Les chrétiens des tribus bédouines semi-nomades voisines ne sont généralement pas appelés Ibad, pas plus que les nouveaux venus chrétiens à al-Ḥīra. Abu al-Baqa dit explicitement que les Ibadis sont "le peuple noble d'al-Ḥīra, le peuple des bonnes familles" (buyūtā).

## Langue et culture
Les Ibadis sont d'une antiquité considérable, faisant partie d'une communauté chrétienne plus large du sud de la Mésopotamie et de l'Empire sassanide qui s'est développée indépendamment des tendances au sein de l'Empire romain.
La première langue des Ibadis est l'arabe, mais leur tenue vestimentaire et leurs manières sont celles de la paysannerie de langue araméenne du Sawad (la terre fertile du sud de la Mésopotamie). Les traditions musulmanes ultérieures rapportent que les conquérants arabes de la Mésopotamie ont du mal à accepter les Ibadis comme compatriotes arabes. Une légende comporte un Ibadi se référant à son peuple à la fois comme "de vrais Arabes et des Arabes arabisés" (ʿarab ʿāriba wa-ʿarab mutaʿarriba), c'est-à-dire un mélange de Qahtanites du sud et d'Adnanites du nord. Un autre rapporte le légendaire IbadiʿAbd al-Masīḥ ibn Buqayla disant : « nous sommes des Arabes nabatéens et des Nabatéens arabisés » ('arabun stanbaṭnā wa-nabaṭun staʿrabnā). Les traditions orales montrent que les Ibadis sont acceptés comme Arabes par les autres Arabes, en grande partie parce que leur première langue était l'arabe. 
Les fouilles archéologiques suggèrent que l'architecture de l'église de la région du Ibad appartient aux traditions de l'architecture mésopotamienne et de l'architecture sassanide avec peu d'influence de l'architecture romaine orientale. Ce style d'architecture d'église se retrouve dans toute la Babylonie et le golfe Persique.
Il a été soutenu que le Ibad a développé l'écriture coufique originale à l'époque préislamique. La tradition musulmane, comme dans le Kitāb al-Aghānī, fait remonter l'écriture à al-Ḥīra.

## Histoire
Selon la tradition syriaque, le christianisme est introduit dans la région d'al-Ḥīra par un ermite nommé Abdisho au IIIe siècle. Il aurait fondé le premier monastère d'al-Ḥīra, probablement en tant qu'ermitage. À la fin du troisième siècle, le campement d'al-Ḥīra devient la capitale des Lakhmides, qui en fon un important centre commercial. Au cinquième siècle, le groupe dominant est les chrétiens, qui s'appelle lui-même Ibad. Abu al-Baqa, écrivant au XIIe siècle, dit que le Ibad "forme la majorité" à al-Ḥīra. Ils sont arrivés dans une série de migrations d'Arabie orientale et d'al-Yamāma en Arabie centrale.
Un évêque d'al-Ḥīra, nommé Osée, est attesté pour la première fois dans les actes du Concile de Séleucie-Ctésiphon en 410. Le siège est suffragant de la province patriarcale. Au concile Beth Lapat, l'Église d'Orient adopte le dyophysitisme (nestorianisme), mais la doctrine qui prévaut à al-Ḥīra est incertaine. Les missionnaires monophysites (jacobites) sont actifs parmi les tribus arabes autour de la ville. Au début du VIe siècle, Aḥudemmeh convertit les Tanukhides et les Arabes de Koufa et Siméon de Bēt Arshām fait aussi activement du prosélytisme à al-Ḥīra même. Les Taghlib se convertissent également au monophysisme et les païens de l'oasis de ʿAyn al-Namir même au Phantasiasme.
Les Ibadis semblent avoir été doctrinalement mixtes avant la fin du VIe siècle, lorsque l'influence dyophysite submerge le monophysite. La fermeture de l'école théologique dyophysite de Nisibe en 540 est un catalyseur majeur, puisqu'elle est refondée par quelques anciens élèves d'al-Ḥīra. À peu près à la même époque, il semble y avoir un exode de monophysites d'al-Ḥīra vers Najran.
Sous le règne de Khosrow I (531–579) et de l'évêque Ephrem, le monastère de Dayr al-Hind al-Kubrā est fondé à al-Ḥīra. C'est le seul monastère dont l'inscription de fondation ait été conservée. Il a été copié par Ḥishām ibn al-Kalbī. Il rapporte que l'église a été fondée par Hind bint al-Ḥārith, épouse du roi Lakhmide al-Mundhir III ibn al-Nuʿman (503–554) et mère du roi ʿAmr III ibn al-Mundhir (554–570).
Vers 592, le roi Lakhmide al-Nuʿmān III se convertit au nestorianisme. Selon une histoire (peut-être légendaire) rapportée par Abu al-Baqa, le roi tombe malade et demande l'aide des Yaʿqūbiyya (Jacobites) et des Nasṭūriyyūn (Nestoriens). Les prières des Jacobites ne réussissent pas à guérir le roi, et les Nestoriens exigent qu'il se convertisse à leur foi. Cela est fait lors d'une cérémonie publique, mais il faut cependant aller chercher l'archevêque de Mossoul et d'Erbil pour effectuer un exorcisme. Cette histoire représente probablement une partie de la légende d'origine du Ibad de l'époque d'Abu al-Baqa, expliquant comment la diversité confessionnelle dans la ville est remplacée par l'uniformité. Selon al-Masʿūdī, écrivant au Xe siècle, les Ibadis sont tous nestoriens, c'est-à-dire membres de l'Église d'Orient.

En 636, lors de la conquête musulmane de la Perse, l'église d'al-Ḥīra est rasée afin que Saʿd ibn Abī Waqqāṣ puisse construire sa capitale de Koufa. Dans les écrits musulmans ultérieurs, al-Ḥīra devient un symbole de la fugacité des réalisations mondaines. C'est un cadre commun pour les orgies et les bacchanales dans la khamriyyāt (poésie du vin) des « poètes maudits » (shuʿarāʾ al-mujūn) de Kūfa, puisque les monastères d'al-Ḥīra sont associés à la boisson et aux tavernes dans les sources musulmanes. Selon al-Shābushtī, la fille d'al-Nuʿmān III, Hind bint an-Nuʿmān, qui se retire dans un monastère, rencontre Saʿd ibn Abī Waqqāṣ et Mughīra ibn Shuʿba al-Thaqafī à l'époque de la conquête et leur raconte comment :
Le soir, il n'y avait pas d'Arabe sur terre qui ne nous demandait des faveurs et ne nous glorifiait, mais alors le matin, il n'y avait personne à qui nous ne demandions des faveurs et ne glorifiait ! 

## Ibadis notables
- Aws ibn Qallām (règne 363–368)
- ʿAdī ibn Zayd (VIe siècle)
- Jābir ibn Shamʿūn (VIe siècle)
- Shubhalishoʿ (vers. 780)
- Ḥunayn ibn Isḥāq al-ʿIbādī (809–873)